# ألدو كورزو
ألدو كورزو (Aldo Corzo) (مواليد 20 مايو 1989)، هو لاعب كرة قدم كان يلعب كمدافع. يلعب مع منتخب بيرو لكرة القدم منذ عام 2009.

## وصلات خارجية
- ألدو كورزو على موقع الاتحاد الدولي (مؤرشف)  (الإنجليزية)
- ألدو كورزو على موقع قاعدة بيانات كرة القدم.إي يو (الإنجليزية)
- ألدو كورزو على موقع ناشيونال فوتبول تيمز (الإنجليزية)
- ألدو كورزو على موقع Soccerway.com (الإنجليزية)
- ألدو كورزو على موقع عالم كرة القدم.نت (الإنجليزية)
- ألدو كورزو على موقع AS.com (الإسبانية)